# 漳州招商局经济技术开发区
漳州招商局经济开发区是位于中国福建省漳州市的一个国家级经济技术开发区，位于龙海区九龙江出海口的厦门湾南岸，由招商局集团、漳州市人民政府等单位联合开发，总体规划面积56平方公里。漳州招商局经济开发区分为临港工业区、行政文教商贸区、高科技园区等四个功能区，开发区内有高校厦门大学嘉庚学院，开发区由招商局实行统一管理体制。
开发区成立于1992年10月。开发区辖区面积56.17平方公里，其中国家级经济技术开发区规划面积为31.4平方公里。
漳州招商局经济开发区由招商局集团、福建省交通运输集团有限责任公司、漳州市人民政府、龙海市人民政府、福建省港航管理局联合开发，经营管理由招商局集团负责。开发区管委会和有限公司实行统一管理，管委会行使地市一级的经济管理权限并管辖区内的一切行政事务。
2010年4月25日，漳州招商局经济开发区升级为国家级经济技术开发区。

## 行政区划
漳州招商局经济技术开发区下辖以下村级行政区划单位：
凌波社区、大径社区、店地社区、白沙社区、石坑社区和厦门大学漳州校区社区。